# Трон Бориса Годунова

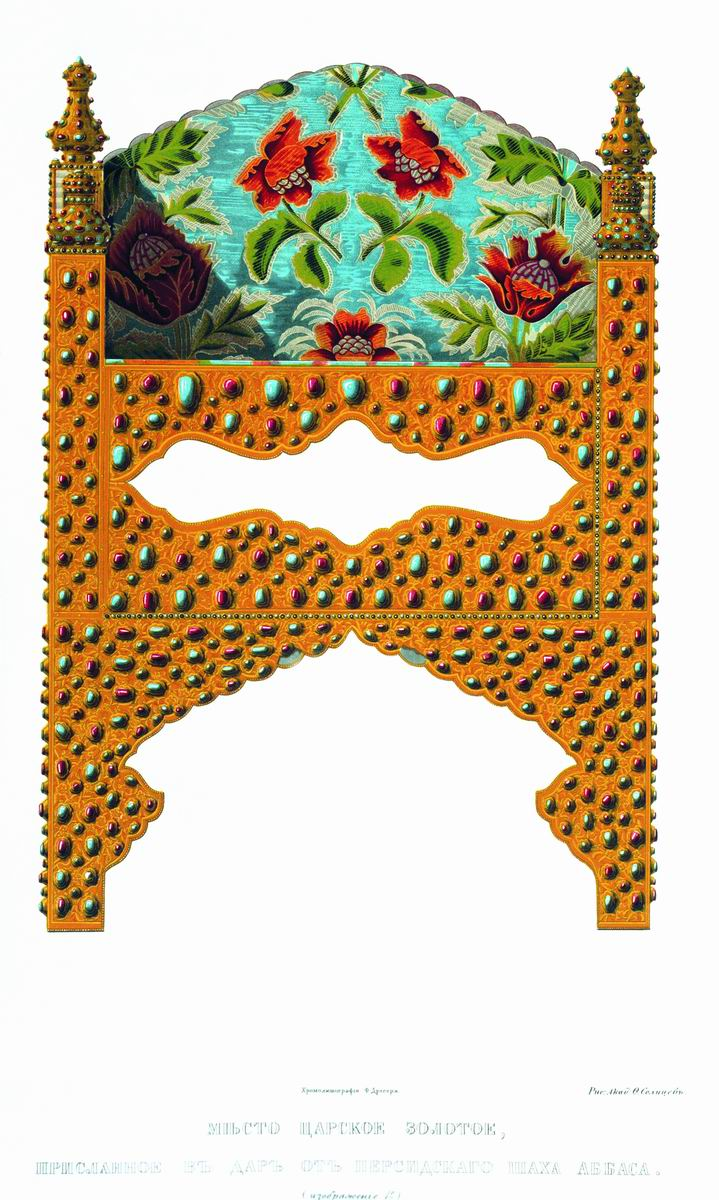
Передня частина трону на малюнку Ф. Г. Солнцева, XIX століття.

Трон Бориса Годунова, Місце царське золоте — монарша регалія Московії та Росії. Виготовлене наприкінці XVI — на початку XVII ст.. іранськими майстрами за найкращими зразками східного мистецтва.

## Історія
Згідно з архівом Збройової Палати, трон був надісланий шахом Аббасом I царю Борису Годунову в 1604.
|  | «Прислал шах с послом Лачин-беком к великому Государю нашему место Царское золото с лалы и с яхонты и с иным дорогим каменьем прежних великих Государей Персидцких» |

За часів Петра I він був переданий до Збройової Палати, але в 1742 вилучався звідти для коронаційної церемонії імператриці Єлизавети Петрівни (тоді ж первісний червоний іранський оксамит замінений модним французьким блакитним вельветом із квітковим орнаментом).

## Опис
Трон — типово східний вироб мистецтва. Він має низькі спинку та підлокітники. Він має дерев'яну основу, обклеєну карбованими золотими пластинами. Трон весь усипаний дорогоцінним і напівдорогоцінним камінням. В цілому його прикрашають 552 рубіни і турмаліни, 825 бірюз, 177 перлин і 700 половинок перлин. Декілька камінців втрачено, тож на їх місці знаходяться пусті гнізда.